# 5102 Benfranklin
Az 5102 Benfranklin (ideiglenes jelöléssel 1986 RD1) a Naprendszer kisbolygóövében található aszteroida. Antonín Mrkos fedezte fel 1986. szeptember 2-án.